# فرانکی کنت
فرانکی کنت (انگلیسی: Frankie Kent؛ زادهٔ ۲۱ نوامبر ۱۹۹۵) بازیکن فوتبال اهل بریتانیا است.
از باشگاه‌هایی که در آن بازی کرده‌است می‌توان به باشگاه فوتبال کولچستر یونایتد اشاره کرد.